# Копальня Варданг-Айленд

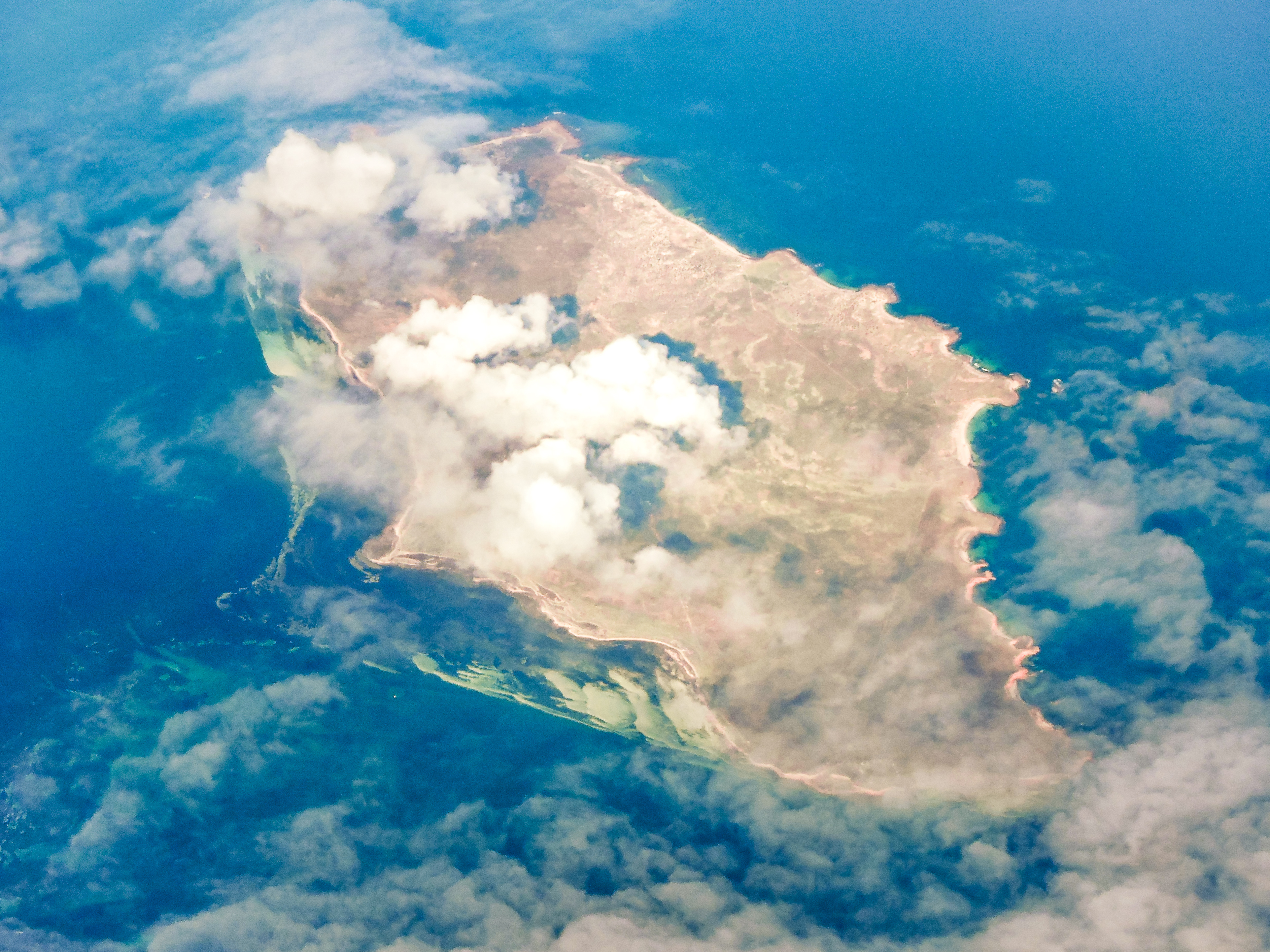
Варданг-Айленд з повітря

Копальня Варданг-Айленд — колишній гірничодобувний майданчик на півдні Австралії.
У 1910 році почали розробку вапнякових пісків острова Варданг-Айленд, що лежить в затоці Спенсер біля західного узбережжя півострова Йорк. Продукцію копальні використовували як флюс на металургійному комплексі в Порт-Пірі, розташованому північніше по узбережжю затоки. Доставку продукції здійснювали за допомогою барж, що відправлялись до Порт-Пірі один чи два рази на тиждень.
На початку 1940-х на протилежному березі затоки відкрили металургійний комбінат у Ваялла, що також став споживачем флюсів.
У 1968-му розробку Варданг-Айленд припинили на користь копальні Коффін-Бей. Всього за період розробки з острова відправили близько 1 млн тонн вапнякового піску.